# Oschersleben (Bode)
Oschersleben (Bode) est une ville de l'arrondissement de Börde dans le land de Saxe-Anhalt en Allemagne. La municipalité située dans la fertile plaine de la Magdeburger Börde est connue par la présence du circuit de vitesse Motorsport Arena Oschersleben qui voit se dérouler chaque année des compétitions  nationales et internationales.

## Géographie
La ville se trouve sur les rives de la Bode dans la partie occidentale de la Magdeburger Börde, caractérisée par des sols de type tchernoziom, à environ 35 kilomètres au sud-ouest de Magdebourg.
La gare historique d'Oschersleben sur l'axe ferroviaire de Magdebourg à Thale au pied du massif de Harz, l'une des lignes les plus anciennes d'Allemagne ouverte en 1843, est desservie par les trains régionaux (Regional-Express et Regionalbahn).

## Municipalité
Outre la ville d'Oschersleben, la municipalité comprend les villages suivants :
- Alikendorf,
- Altbrandsleben,
- Ampfurth (connu pour son château d'Ampfurth),
- Andersleben,
- Beckendorf,
- Emmeringen,
- Groß Gemersleben (connu pour son château baroque),
- Günthersdorf,
- Hordorf,
- Hornhausen (connu pour son château de Hornhausen),
- Jakobsberg,
- Kleinalsleben,
- Klein Oschersleben,
- Neindorf,
- Neubrandsleben,
- Peseckendorf (connu pour son château construit par Paul Schultze-Naumburg),
- Schermcke (connu pour son château du XVIIe siècle).

## Histoire
| Appartenances historiques Principauté épiscopale d'Halberstadt 1180-1648 Royaume de Prusse (Principauté d'Halberstadt) 1648–1807 Royaume de Westphalie 1807–1813 Royaume de Prusse (Province de Saxe) 1815–1918 République de Weimar 1918–1933 Reich allemand 1933–1945 Allemagne occupée 1945–1949 République démocratique allemande 1949–1990 Allemagne 1990–présent |

Selon la conception traditionnelle, le lieu d'Oscheresleve dans le duché de Saxe (Ostphalie) fut mentionné pour la première fois dans un acte livré par l'empereur Louis le Pieux en 814, bien que le document original soit selon toute vraisemblance un faux du XIIe siècle. 

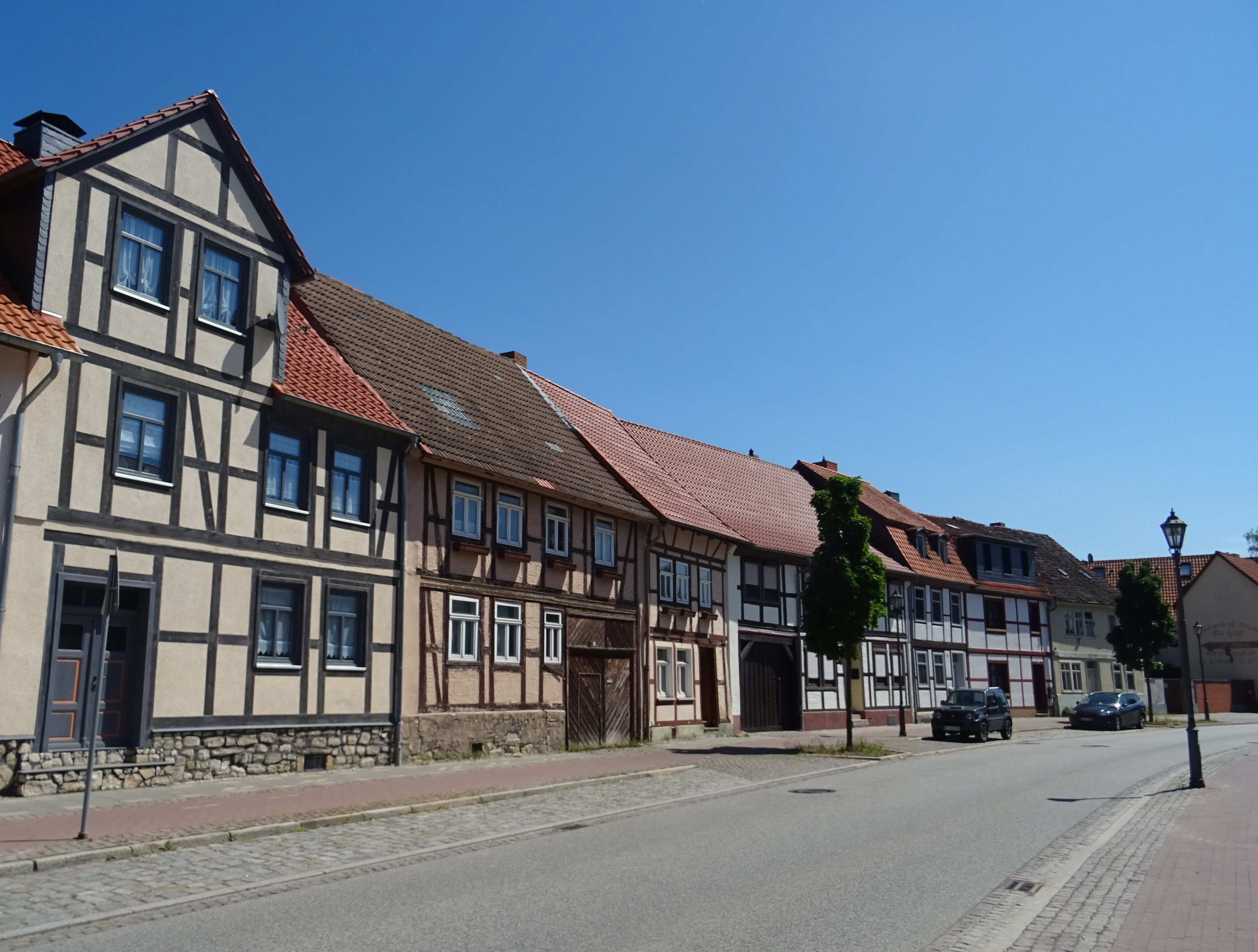
Maisons à colombages du centre-ville.

La première référence écrite remonte au 23 novembre 994, lorsque les citoyens de Quedlinbourg se sont vus investir du droit de tenir marché par le roi Otton III en décrivant la limite nord du champ d'application entre Oschersleben et Hornburg. Le 27 octobre 1010, le roi Henri II y  établit un acte par lequel il prenait sous sa protection le diocèse de Brandebourg. 
L'empereur Henri III a cédé les domaines à l'évêché de Halberstadt le 17 janvier 1052. À la veille de la querelle des Investitures, le 6 septembre 1065, le roi Henri IV en étant à Osckerslevo a donné l'abbaye de Corvey à son tuteur l'archevêque Adalbert de Brême. Vers l'an 1200, les évêques de Halberstadt ont fait ériger un château qui a plus tard été transformé en grenier.
La ville devint protestante dans les années 1540. Après la guerre de Trente Ans, sous les dispositions des traités de Westphalie conclus en 1648, l’évêché de Halberstadt fut sécularisé et devint alors un fief laïque dirigé par les électeurs de Brandebourg-Prusse. À la suite des guerres napoléoniennes et du congrès de Vienne en 1815, Oschersleben a été incorporée dans le district de Magdebourg au sein de la Saxe prussienne. Au XIXe siècle, le secteur agricole, notamment l'industrie sucrière, connut un grand essor. La ligne ferroviaire de Magdebourg à Thale a été ouverte le 15 juillet 1843 ; une autre liaison vers Wolfenbüttel dans le duché de Brunswick a suivi. 
Pendant la Première Guerre mondiale, en 1916, l'ingénieur Gustav Otto (1883-1926), fils de Nikolaus Otto, a fondé à Oschersleben une usine pour produire des pièces aéronautiques ; la future entreprise AGO Flugzeugwerke du Troisième Reich. Au cours du réarmement de l'Allemagne, le gouvernement effectue d'importants investissements pour développer le site de production visant à renforcer les capacités de la Luftwaffe. Durant le Seconde Guerre mondiale l'entreprise produisit en particulier l'avion de chasse Focke-Wulf Fw 190. En conséquence, la ville a souvent été la cible de bombardements par la Huitième Air Force (8 AF) de l'United States Air Force durant la Seconde Guerre mondiale.

## Jumelage

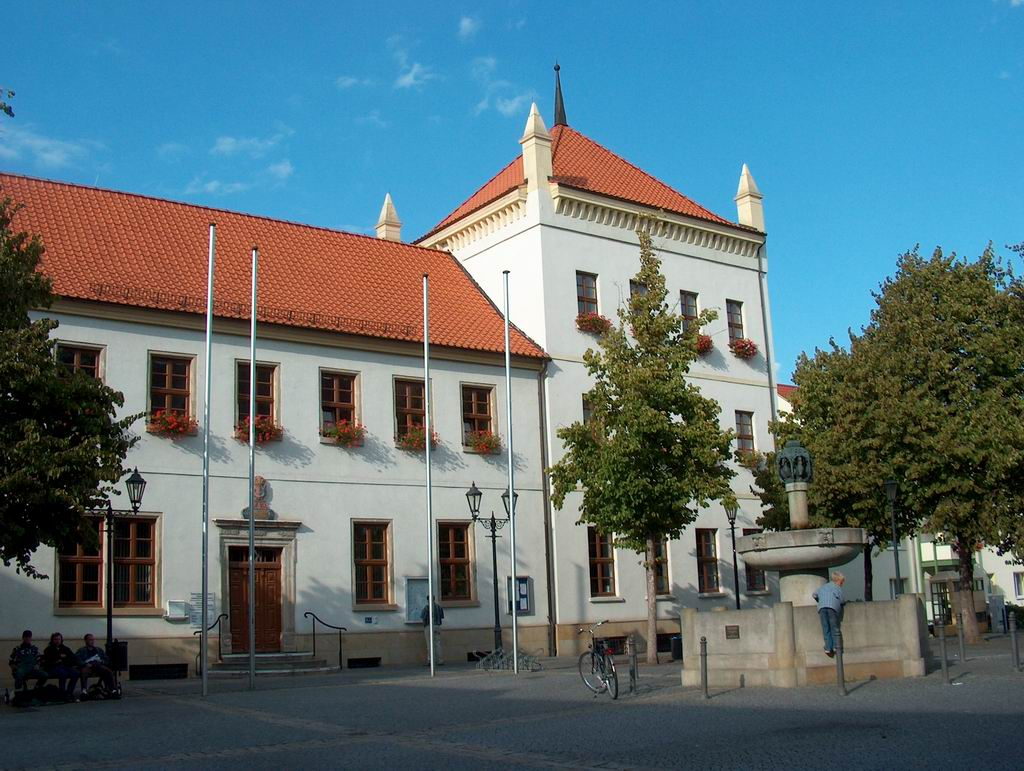
La mairie d'Oschersleben.

La ville d'Oschersleben est jumelée avec :
- Schöningen (Allemagne)

## Personnalités liées à Oschersleben
- Gebhard von Kotze (1808-1893), général prussien ;
- Ludwig von Windheim (1857-1935), fonctionnaire prussien ;
- Konrad Keilhack (1858-1944), géologue et universitaire ;
- Ernst Loof (1907-1956), pilote et ingénieur automobile, né au village de Neindorf ;
- Rainer Langhans (né en 1940), écrivain, réalisateur et acteur ;
- Jo. Harbort (né en 1951), sculpteur ;
- Martin Wierig (né en 1987), lancer du disque.